# Сігма
«Сігма» — закритий маріупольський приватний регіональний телеканал.

## Про телеканал
Канал «Сігма» транслював близько 10 авторських програм власного виробництва.
Серед програм телеканалу є інформаційні, ігрові, та комедійні програми, розважальні шоу, дитячі передачі, а також всі жанри телесеріалів, популярних художніх та документальних фільмів вітчизняного та світового кінематографу.
Також раніше ретранслював передачі та новини телеканалів «РТР», «НТВ», «РЕН ТВ», «ТОНІС».
Кількість працівників — понад 30 людей (станом на 2010 рік).
Після окупації Маріуполя у 2022 році ТРКК «Сігма» переїхала до Кам'янець-Подільського.

## Історія каналу
Телеканал був створений як муніципальний 19 травня 1992 та й став першим маріупольським телеканалом. В ефір транслювались художні фільми, музичні передачі; двічі на тиждень виходили та випуски новин..
У 2006 був придбаний новий передавач.
В листопаді 2011 року телеканал «Сігма» отримав ліцензію на ефірне цифрове мовлення у форматі DVB-T2.
У 2012 році в результаті реструктуризації активів увійшов до складу «Медіа Групи Україна». Згодом разом з місцевими телеканалами «Донбас» та «34 канал» формували «Регіональну Медіа Групу».
Через закон про деолігархізацію 21 липня 2022 було анульовано ліцензії на мовлення (28 ТВК, 1 кВт в аналоговому ефірі та місце в МХ-5) та переоформлення адреси.

## Логотипи
Телеканал змінив 5 логотипів. На перших чотирьох було зображено стилізований знак літери давньогрецької писемності «Сигма» — Σ.
| Логотип | Опис |
| ------- | --- |
|         | Перший логотип.                                                                                               |
|         | Другий логотип.                                                                                               |
|         | Третій логотип. Знаходився у правому нижньому куті екрану.                                                    |
|         | Четвертий логотип (з серпня 2016 року по січень 2018 року). Знаходився там же.                                |
|         | П'ятий і останній логотип (з лютого 2018 року по лютий 2022 року). Знаходився у правому верхньому куті екрана |

## Програми власного виробництва
- «Дзеркало» — інформаційна програма, візитна картка телеканалу «Сігма». З вівторка до п'ятниці виходить програма «Дзеркало», а в неділю інформаційно-аналітична «Дзеркало тижня». Це репортажі про суспільно-політичні події, спортивні та видовищні заходи в Маріуполі та прилеглих населених пунктах.
- «Маріуполь. Колишнє» — це програма С. Бурова, яка понад 20 років регулярно виходила на телеканалі «Сігма» у суботу, з повтором у вівторок. Вона носила освітній характер і була спрямована на популяризацію історії та культури Маріуполя та Приазов'я. В ній розповідалося про старовинні будівлі, вулиці, площі регіони. Програма включала в себе кілька циклів: «Життя чудових маріупольців», «Маріуполь у Великій Вітчизняній війні», «Кальміуська паланка запорізьких козаків», «Театр у Маріуполі», «Маріуполь літературний», «Архип Куїнджі — наш земляк», «Маріупольські художники», «Маріуполь очима художників» та інші.
- «Вихід є» — це соціальний проєкт, який торкається складних життєвих ситуацій, з яких здавалося б виходу немає. Телеканал «Сігма» спільно з жителями міста Маріуполя спільно боровся з пияцтвом, курінням та наркозалежністю у молодіжному середовищі. Головні рубрики програми: «Наше майбутнє», «Контрольна закупівля», «Герой дня», «Жити по-новому та цікаво».
- «Грані» — інформаційна програма, яка містить інтерв'ю, коментарі або точку зору спікера про гострі та актуальні для маріупольців проблеми.
- «Новий погляд на ЖКГ» — програма про реформи, розвиток, досягнення та проблеми житлово-комунальної галузі.
- «Допоможемо разом» — соціальна передача для внутрішньо переселених осіб. В неї входять програми реабілітації для дорослих та дітей, а також реальні історії людей, які змогли отримати допомогу та розпочати нове життя.
- «Діалог по п'ятницях» — програма, що виходила в прямому ефірі у форматі діалогу з керівництвом Маріупольської міської ради та її виконавчими органами. Програма передбачала інтерактивне спілкування телеглядачів з гостями студії.
- «Гість студії» — розмова на найважливіші, актуальні теми з гостями з різних галузей і сфер діяльності в прямому ефірі, де кожен телеглядач міг поставити питання, які його цікавили.
- «Є привід» — щоденна програма привітань у музично-розважальному жанрі. З її допомогою будь-який бажаючий міг привітати своїх рідних та близьких із днем  народження чи іншою знаменною подією.
- «Спортивна арена» — щотижнева 20-хвилинна аналітична спортивна програма.

## В соцмережах
YouTube

 Facebook

 Instagram